# Bracon etnaellus
Bracon etnaellus är en stekelart som beskrevs av Cameron 1907. Bracon etnaellus ingår i släktet Bracon och familjen bracksteklar. Inga underarter finns listade.